# Staatliches Schulamt
Staatliche Schulämter sind Verwaltungseinrichtungen, die dem Land oder der Bezirksregierung einige Verwaltungsaufgaben abnehmen. 

## Aufgaben
Die Staatlichen Schulämter verwalten die Verteilung der Lehrkräfte auf die einzelnen Schulen. Außerdem setzen sie die Schulleiter ein und verwalten die Schulpsychologen. Allerdings wurde in vielen Ländern den Schulen selbst die Aufgabe übertragen, die einzustellenden Lehrkräfte auszusuchen.

## Situation in einzelnen Ländern

### Baden-Württemberg
In Baden-Württemberg sind die Staatlichen Schulämter je einem der vier Regierungspräsidien (Abteilung 7, Schule und Bildung) unterstellt. Sie sind als untere Schulaufsichtsbehörde dienst- und fachaufsichtlich zuständig für die Grund-, Haupt-, Werkreal-, Real- und Gemeinschaftsschulen, sowie den Sonderpädagogischen Bildungs- und Beratungszentren und den Schulkindergärten  im jeweiligen Schulaufsichtsbezirk. Ebenfalls den Schulämtern zugeordnet sind die Schulpsychologischen Beratungsstellen, die regionalen Arbeitsstellen für Kooperation (ASKO) sowie die Stellen für Frühförderung, frühkindliche Bildung und Autismus.

### Brandenburg
2014 wurden die ehemaligen sechs Schulämter des Landes Brandenburg in einem Landesschulamt mit Sitz in Potsdam organisiert. Diesem sind vier Regionalstellen untergeordnet. Sie tragen im Rahmen der Ausübung der Fach- und Dienstaufsicht über die in ihrem Zuständigkeitsbereich liegenden Schulen insbesondere die Verantwortung für die Bereiche Personalentwicklung, pädagogische Schulentwicklung sowie Qualitätsentwicklung und Qualitätssicherung. Die schulbezogene Zuständigkeit der Schulrätinnen und Schulräte bestimmt die Schulaufsichtsbereiche, wobei eine prägende Zuordnung der Schulrätinnen und Schulräte zu den nachstehenden Schulformen und Bereichen erfolgt:
- Grundschulen,
- weiterführende allgemein bildende Schulen,
- Zweiter Bildungsweg,
- Förderschulen,
- Oberstufenzentren und andere berufliche Schulen und
- Lehrkräfteaus-, Lehrkräftefort- und Lehrkräfteweiterbildung (Lehrerbildung).

Die schulpsychologische Beratung unterstützt die Schulrätinnen und Schulräte in Angelegenheiten mit schulpsychologischem Bezug. Die Aufgabenwahrnehmung der Schulpsychologinnen und Schulpsychologen bestimmt sich nach den Verwaltungsvorschriften über die schulpsychologische Beratung in der jeweils geltenden Fassung.
Die staatlichen Schulämter unterrichten die jeweiligen Landräte, die Oberbürgermeister sowie die kreisangehörigen Schulträger ihres Zuständigkeitsbereiches über wichtige Angelegenheiten,
Planungen und Maßnahmen im Schulwesen und über besondere Ereignisse in den Schulen ihres Bereiches. Sie arbeiten mit den Schulträgern und den Trägern der Schülerbeförderung zusammen. Zu Schulentwicklungsplänen sowie zu Beschlüssen über Errichtung, Änderung und Auflösung von Schulen nehmen sie Stellung.
Die Organisationsstruktur eines Landesschulamtes wurde ein halbes Jahr nach dessen Einrichtung bereits 2015 wieder aufgegeben. Das Landesschulamt wurde geschlossen. Die nunmehr nur noch 4 "Regionalstellen" erhielten jeweils den Status eines regionalen staatlichen Schulamtes zurück. Die vormaligen Schulämter in Wünsdorf und Eberswalde wurden nicht wieder eingerichtet. Aufgrund der Kritik aus der Schulpraxis wird die Einrichtung eines 5. Schulamtes erwogen.

### Nordrhein-Westfalen
In jedem Kreis und in jeder kreisfreien Stadt gibt es ein Schulamt. Dieses übt die Aufsicht über die Grundschulen aus. Für die Hauptschulen und die Förderschulen für Lern- und Sprachbehinderte und im Bereich „emotionale und soziale Entwicklung“ gibt es eine Sonderregelung: Das Schulamt ist nur für die Fachaufsicht zuständig. Die dienstrechtliche Seite wird von der jeweiligen Bezirksregierung wahrgenommen. Für die anderen Schulformen (Gymnasien, Realschulen, Gesamtschulen, Sekundarschulen, Berufskollegs und die anderen Förderschulen) ist allein die Bezirksregierung zuständig. 
Die Schulaufsichtsbeamten sind die Schulräte. Diese Bezeichnung wird in der Regel auch beibehalten, wenn die Betroffenen zu Schulamtsdirektoren befördert worden sind.

### Hessen
In Hessen gibt es 15 Staatliche Schulämter, welche die Dienst- und Fachaufsicht über die Schulen ausüben. Sie sind als untere Schulaufsichtsbehörde dem Hessischen Kultusministerium direkt untergeordnet.

### Rheinland-Pfalz
In Rheinland-Pfalz werden die Aufgaben des Schulamts von der ADD (Aufsichts- und Dienstleistungsdirektion) wahrgenommen. Die Schulabteilung der ADD ist auf drei Standorte (Koblenz, Trier und Neustadt/Weinstraße) verteilt. Die Standorte richten sich nach den früheren Regierungsbezirken.